# Philippe Halsman
Philippe Halsman (Riga, 2 de maig de 1906 - Nova York, 25 de juny de 1979) va ser un fotògraf letó-estatunidenc molt conegut pels seus retrats de personatges cèlebres.

## Vida
Fill de Morduch Halsman, dentista i d'Ita Grintuch, directora d'una escola de primària, Philippe va néixer el 2 de maig de 1906 a Riga, Letònia i dos anys més tard naixeria la seva germana Lyuba. El 1921 Halsman descobreix la vella càmera del seu pare i comença a fer fotografies de la família i amics, descrivint com un "miracle" el revelat de les plaques de vidre a l'aigüera del lavabo. El 1924 Halsman acaba l'escola com un dels primers de la classe, havent estudiat llatí, alemany i rus, i es matricula a la Universitat de Dresden on va estudiar enginyeria elèctrica.
El 10 de febrer de 1928 el seu pare mor en un accident fent senderisme al Tirol austríac,. Per raó de l'antisemitisme que s'estava estenent per la regió Philippe, que acompanyava el seu pare a l'excursió, va ser falsament acusat de parricidi. Va ser portat davant els jutges i condemnat a deu anys de presó a una cel·la d'aïllament. La seva germana Lyuba fa esforços perquè sigui alliberat obtenint el suport d'un destacat grup d'intel·lectuals, entre els quals es trobaven Sigmund Freud, Thomas Mann i Albert Einstein, i aconseguint que fos alliberat dos anys després. Va ser el 1930 que J. Engelhorns, publica el llibre de Philippe, Briefe aus der Haft an eine Freundin (Cartes a una amiga des de la presó).
El 26 de gener de 1931 es va instal·lar a París, després d'obtenir el dret d'asil gràcies a la mediació del ministre francès Paul Painlevé. Seria el fill d'aquest, Jean Painlevé qui, després de comprar-li la millor càmera que hi havia al mercat (una Kodak 9x12), li presentà al món artístic parisenc.
Entre 1931 i 1940 va treballar com a fotògraf de moda independent publicant a revistes com Vogue, Vu i Voilà on apareixen retrats d'André Gide, Paul Valéry, André Malraux, Jean Painlevé, Marc Chagall, Claude Simon, Jean Giraudoux i Le Corbusier, entre d'altres.El 1940, començada la Segona Guerra Mundial i davant la imminent arribada de l'exèrcit alemany va marxar als Estats Units amb ajut d'Albert Einstein, on assoliria fama mundial, arribant a realitzar més de cent portades per a la revista Life.
L'any 1947 va obtenir la nacionalitat dels Estats Units.

## Tècnica
Si per alguna cosa es va caracteritzar Halsman va ser pel seu enginy, materialitzat sobretot a través de la tècnica del «jumping style» o «jumpology», a la qual ell va donar origen. Es tractava de retratar la persona saltant, per a així aconseguir una imatge d'aquesta molt més real, més veritable, sense cap artifici, sense que el cervell pogués controlar l'expressió del rostre. «En un salt, la màscara cau. La persona real es fa visible», explicava Halsman. El resultat era una imatge de la persona ben diferent a com acostumava a aparèixer, i per això amb gran atractiu per al públic, aquestes «imatges de salts» es van publicar el 1949 aconseguint gran èxit. No tot eren salts, però sempre les seves fotografies mostraven situacions divertides, i algunes, una mica provocadores.

## Obra
Per la seva càmera van passar des de pensadors, com Albert Einstein, fins polítics, com Richard Nixon, passant per artistes de la talla de Marlon Brando, Audrey Hepburn, Alfred Hitchcock, Frank Sinatra o Cary Grant. I el seu adorat amic Salvador Dalí, amb el qual va treballar conjuntament durant molts anys en composicions de caràcter fantàstic i surrealista. Les fotografies que va fer l'any 1952 a Marilyn Monroe en un posat en què apareixia «acorralada en un racó» van aconseguir gran difusió.
A més a més de la seva sèrie de salts, entre els seus treballs més originals es troba una «entrevista fotogràfica» al còmic francès Fernandel. Atès que Halsman no parlava francès i tampoc Fernandel anglès, a Halsman se li va acudir que el còmic respongués a una bateria de preguntes sobre Estats Units pel mig de l'expressió facial. El resultat de l'experiment va ser un llibre divertidíssim titulat The Frenchman.